# 柳井茶臼山古墳
柳井茶臼山古墳（やないちゃうすやまこふん）は、山口県柳井市柳井にある古墳。形状は前方後円墳。国の史跡に指定され（指定名称は「茶臼山古墳」）、出土品は山口県指定有形文化財に指定されている。

## 概要

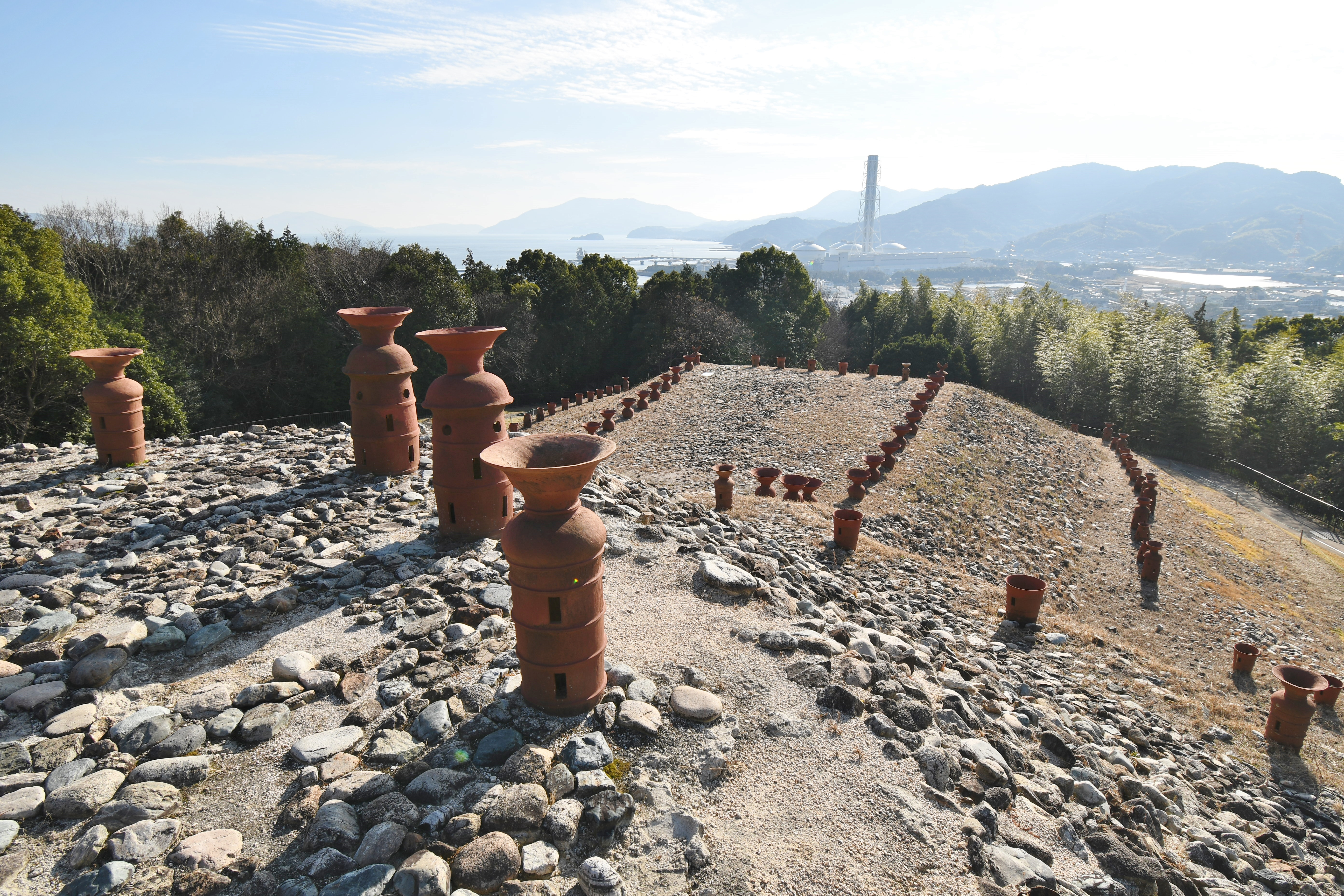
後円部墳頂から瀬戸内海を望む

山口県南東部、琴石山から延びる丘陵の尾根先端部（標高約68メートル）に築造された古墳である。柳井から田布施・平生へ続く旧海峡（古柳井水道）の東口にあたり、眼下に瀬戸内海を望む。1892年（明治25年）に発掘されて副葬品が出土しているほか、1991-1995年（平成3-7年度）に史跡整備に伴う発掘調査が実施されている。
墳形は前方後円形で、前方部を南南西方向（柳井湾方向）に向ける。墳丘は、後円部で3段築成、前方部で2段築成。大部分は地山削り出しにより、一部で盛土が認められる。墳丘長は約90メートルを測り、山口県内では第3位の規模になる。墳丘東側くびれ部の後円部側には造出を有する。墳丘外表では、斜面で河原石・山石による葺石が、テラス面・墳頂縁で円筒埴輪列（朝顔形・器台形埴輪含む、推計140本）が認められるほか、墳頂部で壺形・蓋形・家形埴輪が樹立されている。墳丘周囲に周溝は巡らされていないが、北東側で尾根の切断溝が認められており、後円部に沿った馬蹄形状で幅約6メートル・長さ約20メートルを測る。埋葬施設は、後円部墳頂における東西2基で、1基（第1主体部）は竪穴式石室で明治期に発掘されて平成4年に清掃調査が実施されており、他の1基（第2主体部）は未発掘であるが粘土槨と推測される。第1主体部の竪穴式石室内からは、副葬品として銅鏡5面（1面は所在不明）・玉類・銅鏃・刀剣類が出土している。特に単頭双胴怪獣鏡（鼉龍鏡/変形神獣鏡）は、古墳時代では国内最大の銅鏡として注目される。
築造時期は、古墳時代前期末の4世紀末頃と推定される。古柳井水道は畿内と九州を結ぶ重要な地乗り航路とされ、熊毛地域では柳井茶臼山古墳以外にも首長墓や古代山城（石城山神籠石）の分布が知られる。そのなかで柳井茶臼山古墳は最初の前方後円墳であり、墳形がやや歪み葺石も粗雑ながら、県内第3位の大型墳丘かつ竪穴式石室を埋葬施設とする定型化した前方後円墳になる。国内最大級となる銅鏡は畿内ヤマト王権からの下賜とみられ、熊毛地域の政治的・軍事的重要性かつ畿内ヤマト王権との強いつながりを示唆するとして重要視される古墳になる。
古墳域は1948年（昭和23年）に国の史跡に指定され、出土品は1995・2007年（平成7・19年）に山口県指定有形文化財に指定されている。現在では復元整備のうえで「茶臼山古墳 歴史の広場」として公開されている。

## 遺跡歴
- 1892年（明治25年）、地元2少年が石室開口部の発見。地元消防組が発掘、「大鏡1面、小鏡4面、剣・鉾・鏃若干、壺若干」の出土（銅鏡4・銅鏃1のみ現存）[1]。
- 1893年（明治26年）、現地に「柳井茶臼山獲古蔵遺跡」碑の建碑[1]。
- 1919年（大正8年）、梅原末治による現地調査（1921年に報告）。
- 1948年（昭和23年）1月14日、「茶臼山古墳」として国の史跡に指定。
- 1991-1995年度（平成3-7年度）、史跡整備に先立つ墳丘全面発掘調査（柳井市教育委員会、1999年に報告）。
  - 1992年（平成4年）、第1主体部清掃調査。刀剣・勾玉・管玉・鏡片・埴輪片など出土（東京国立博物館）。
- 1995年（平成7年）1月13日、画文帯神獣鏡・内行八花文鏡が山口県指定有形文化財に指定。
- 2007年（平成19年）4月6日、他の出土品の山口県指定有形文化財への追加指定。

## 墳丘

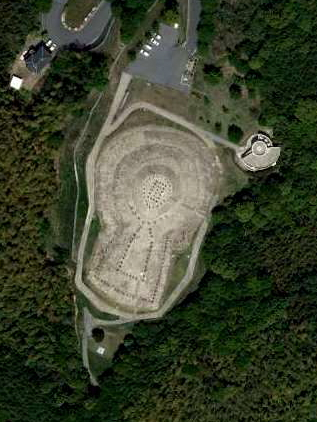
柳井茶臼山古墳の空中写真。

墳丘の規模は次の通り。
- 墳丘長：約90メートル（調査前は79.5メートルと推定）
- 後円部 - 3段築成。
  - 直径：約57メートル
  - 高さ：推定約8メートル
- くびれ部
  - 幅：約34メートル
- 前方部 - 2段築成。
  - 幅：推定約40メートル
  - 高さ：推定約4.5メートル

墳丘は急峻な尾根上に位置しており、地形上の制約を受けて築造されている。そのため、前方部側（低地側）に傾き、墳丘主軸線は「へ」字形に折れ曲がり、前方部先端面は湾曲し、後円部各段の平面形も同心円ではない。
墳丘裾部には幅1.5メートルのテラスが巡る（1段目テラス）。2段目テラスは、後円部・前方部を連続する。3段目テラスは、後円部側が前方部墳頂面よりも約2.3メートルほど高いため、つなぎ目にスロープを設ける。
墳丘の東側くびれ部の後円部側には、造出を有する。平面台形で、2段目テラスよりわずかに高いもののほぼ連続する。

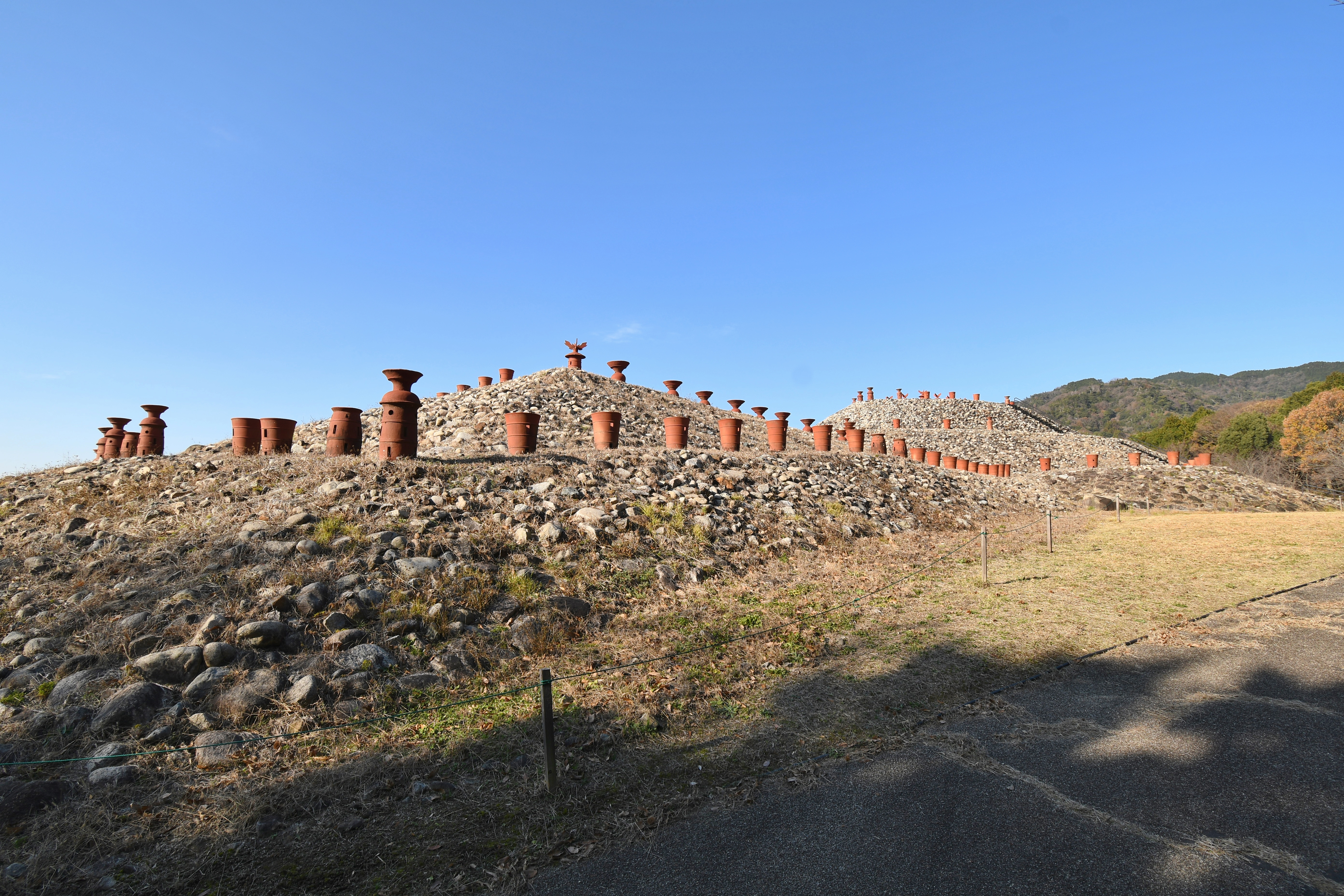
墳丘（南東から） 左に前方部、右奥に後円部。
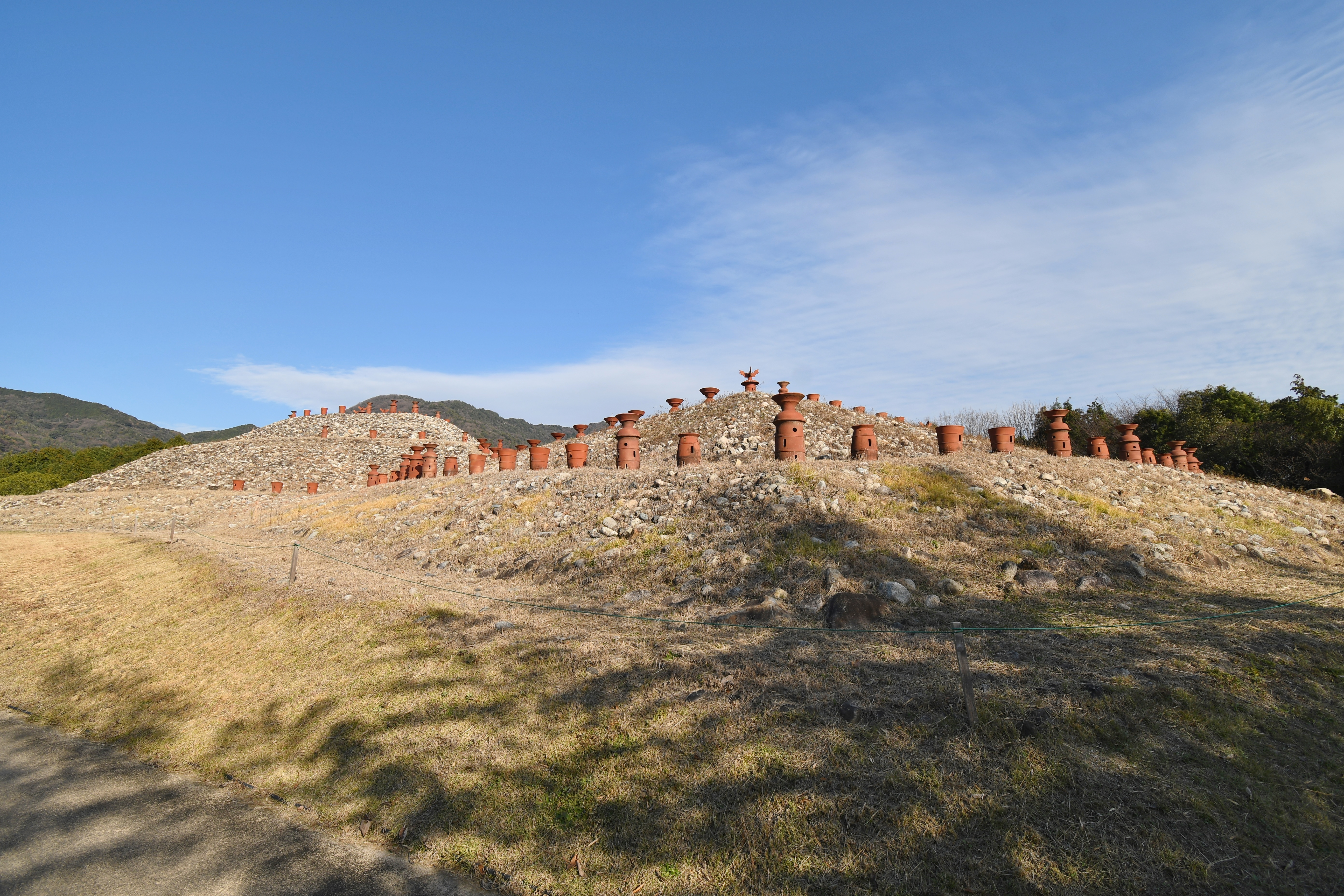
墳丘（南西から） 右に前方部、左奥に後円部。
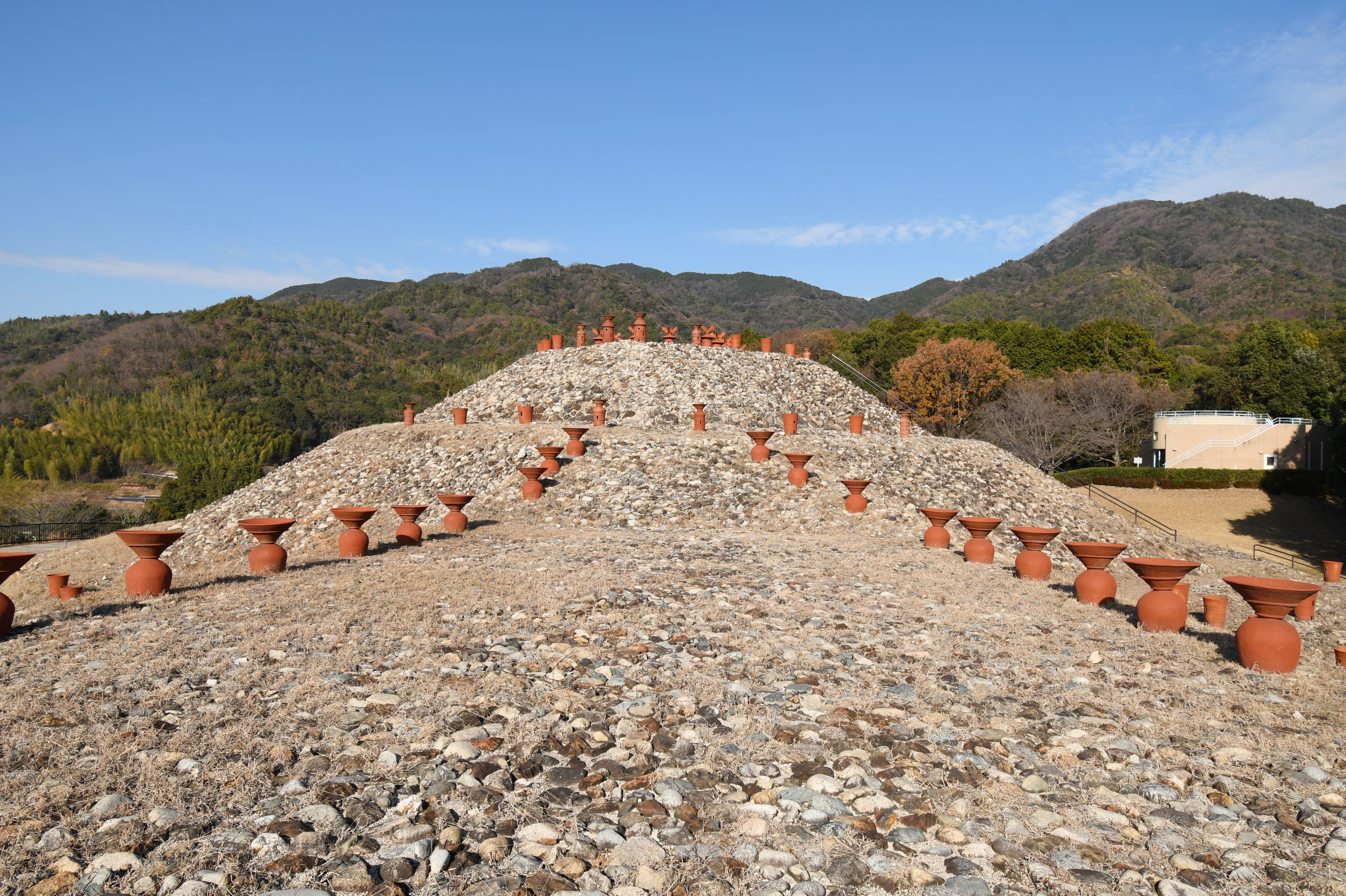
前方部から後円部を望む
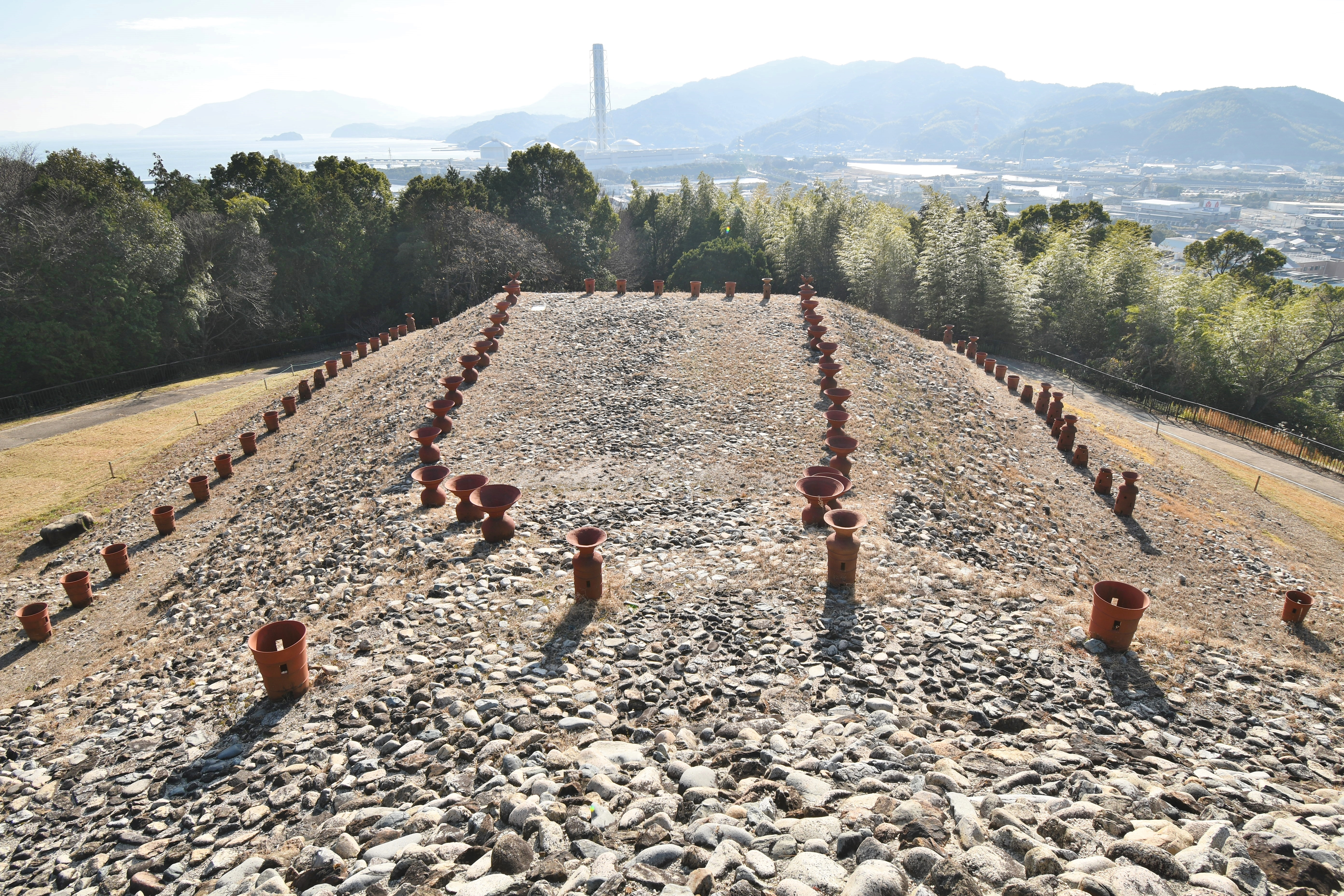
後円部から前方部を望む
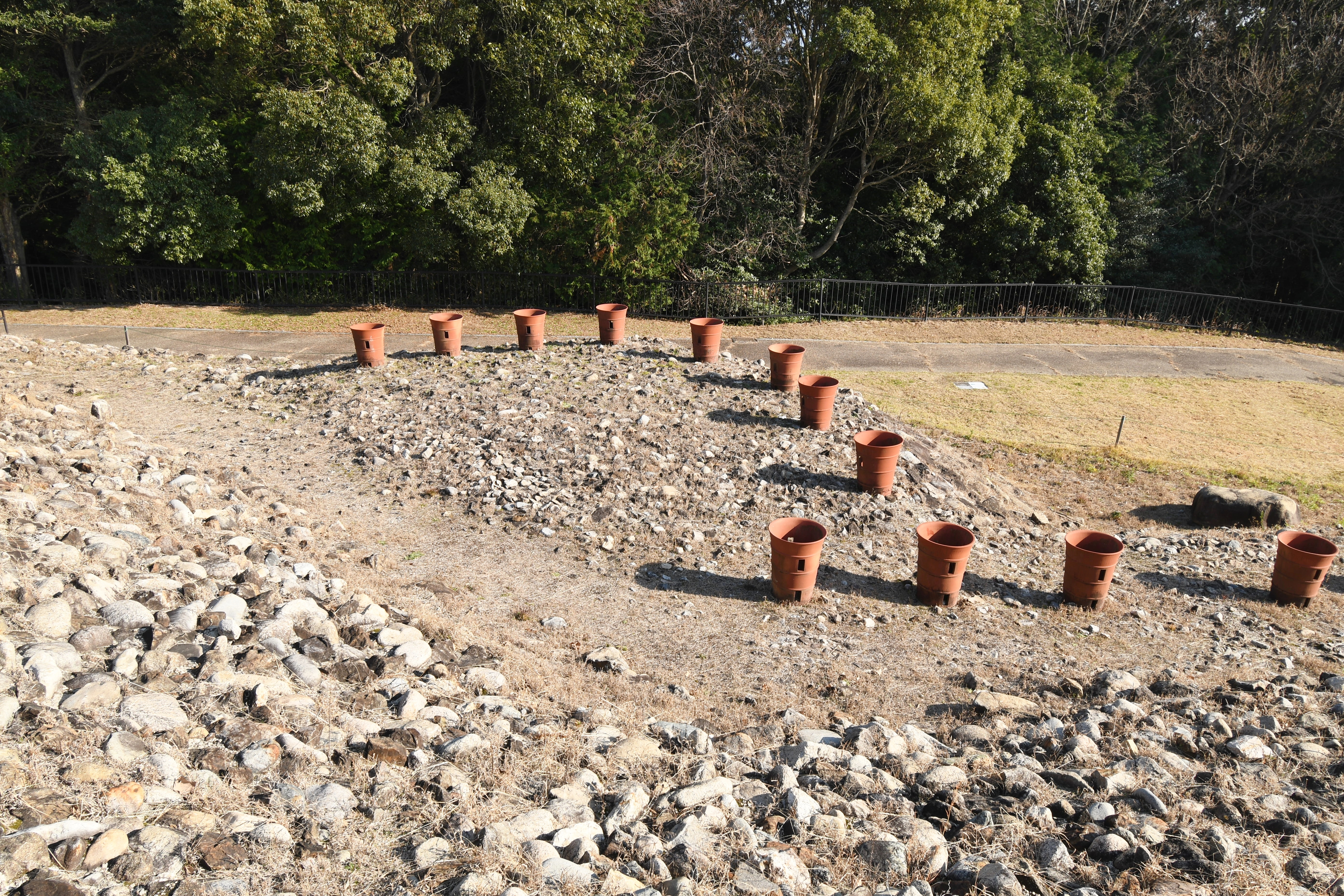
造出

## 埋葬施設

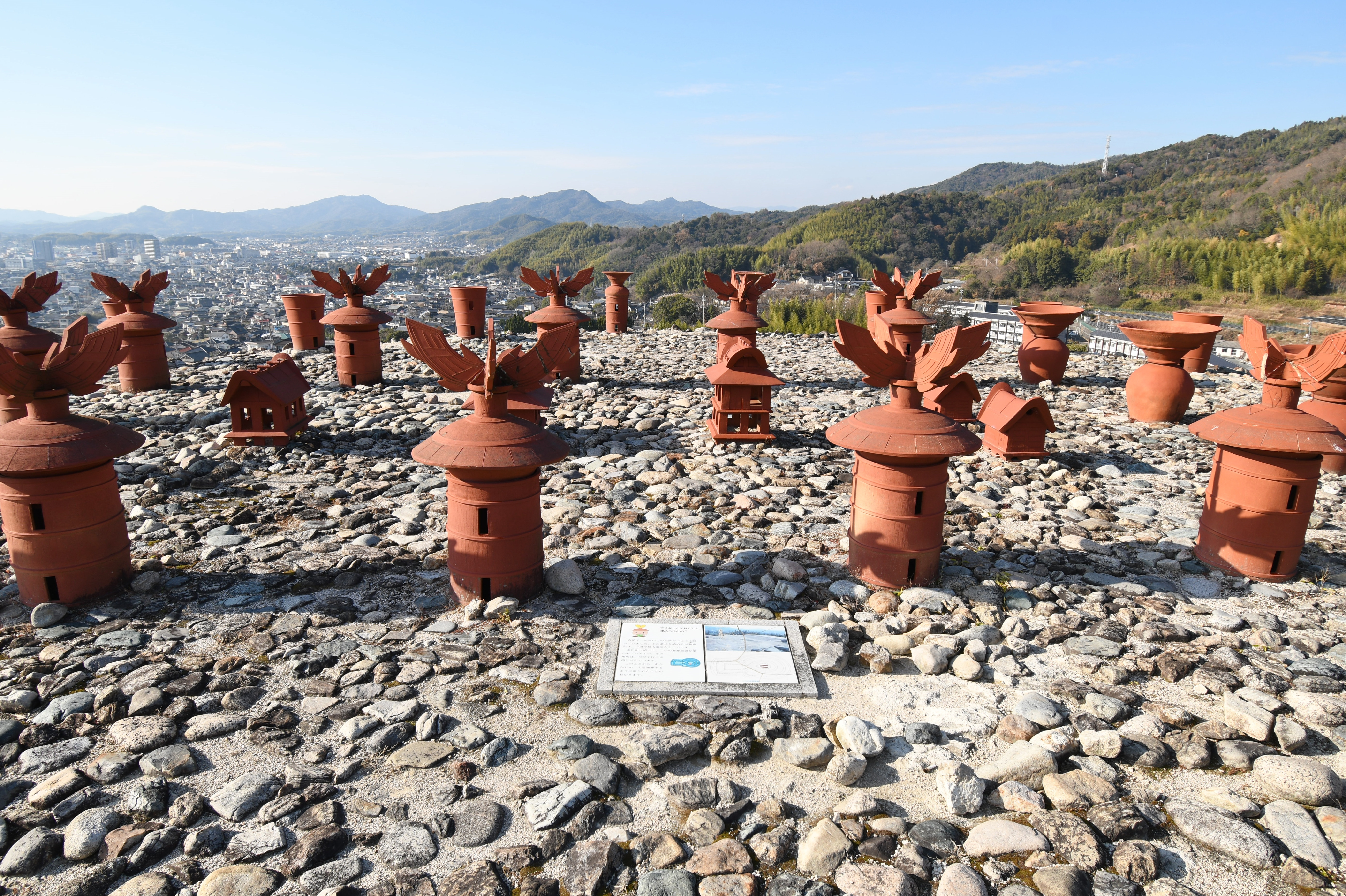
後円部墳頂の復元埴輪区画

埋葬施設としては、後円部墳頂において2基が東西に並んで構築されている。2基の詳細は次の通り。
第1主体部（竪穴式石室）
後円部中心に位置する。明治25年に発掘され、平成4年に清掃調査が実施されている。
墓坑は長さ約2メートル・幅約3メートル・深さ残存約0.4メートルを測る。石室は安山岩の割石の小口積みにより、墓坑との間には粘土に地山石を混ぜて詰める。内法は長さ約6メートル・幅約1.3メートルを測る。床面中央部を掘りくぼめ、棺床部には厚く粘土を貼る。1段高い壁際平坦面には小円礫を敷く。排水施設はない。
石室内に人骨は残存していないが、北側で玉類・鏡片が、南側で刀剣類が出土している。
第2主体部（未発掘、粘土槨か）
第1主体部の東側に位置する。発掘調査は実施されていない。
墓坑は隅丸長方形で、長さ約7.5メートル・幅約1.8メートルを測る。石材は認められないが粘土の広がりが確認されており、粘土槨の可能性が高いと推測される。

## 出土品

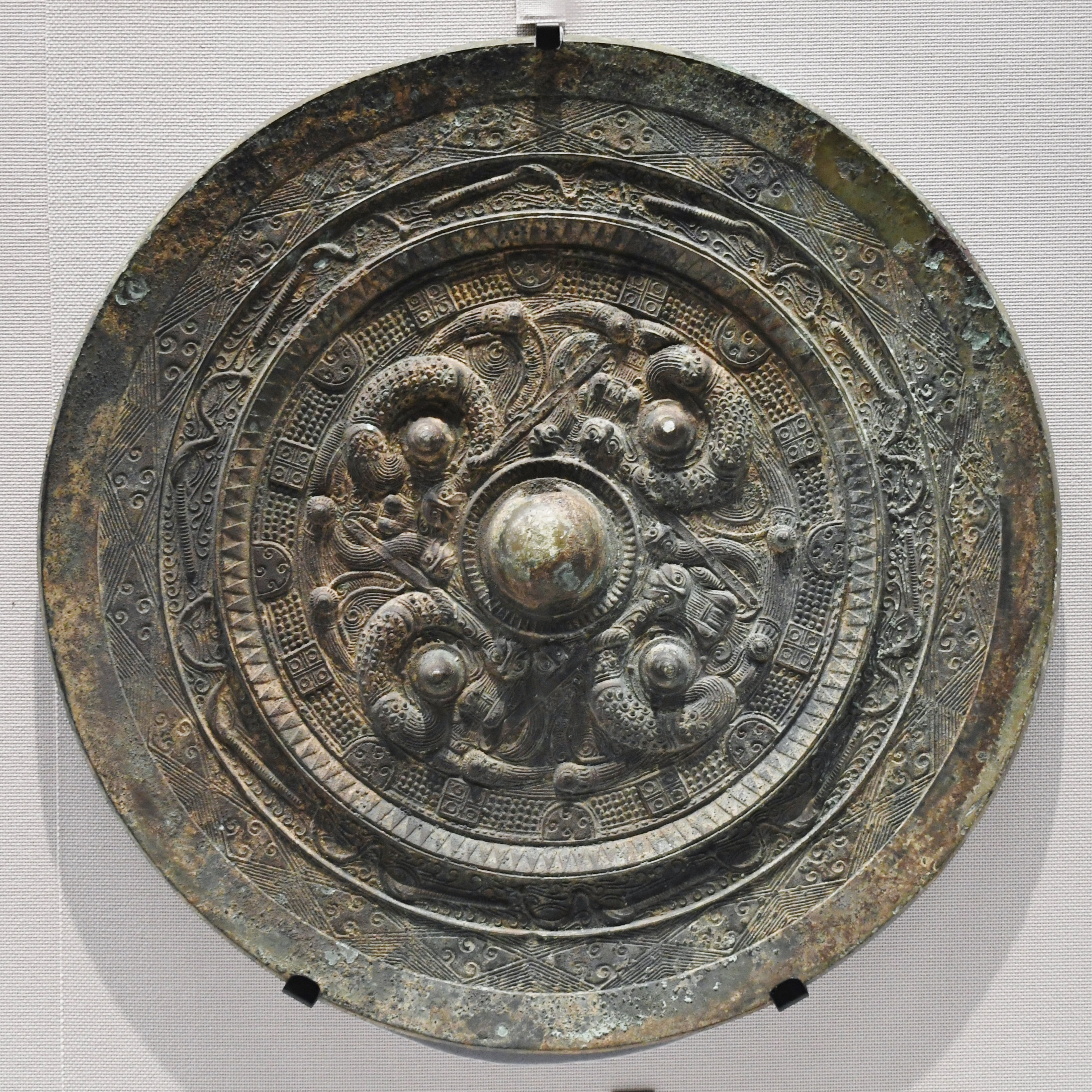
単頭双胴怪獣鏡
（鼉龍鏡/変形神獣鏡）面径44.8センチメートル、国内最大級の大型倭鏡。東京国立博物館展示。

明治期の発掘・平成期の発掘調査で出土した遺物は次の通り。出土品のうち、東京国立博物館の所蔵品にはT、山口県立山口博物館所蔵品にはY、茶臼山古墳資料館所蔵品にはCを付して掲載する。
- 銅鏡
  - 単頭双胴怪獣鏡（鼉龍鏡/変形神獣鏡）（T） - 直径44.8センチメートル。平原遺跡（福岡県糸島市）の内行花文鏡に次ぐ大型の倭鏡。
  - 変形四神四獣鏡（T） - 直径22.8センチメートル。
  - 画文帯神獣鏡（Y） - 破鏡、推定直径18センチメートル。
  - 八弧内行花文鏡（個人蔵） - 破鏡、直径19.5センチメートル。
  - 小銅鏡（所在不明）
- 玉類
  - 硬玉製勾玉（C）
  - 蛇紋岩製勾玉（C）
  - 碧玉製管玉（C）
- 武器
  - 銅鏃（Y） - 長さ7.1センチメートル。
  - 鉄剣（Cほか）
  - 鉄刀（Cほか）
- 農工具
  - 鉄刀子（Cほか）
- 埴輪（Cほか）
  - 円筒埴輪
  - 朝顔形埴輪
  - 器台形埴輪
  - 家形埴輪
  - 蓋形埴輪
  - 壺形埴輪

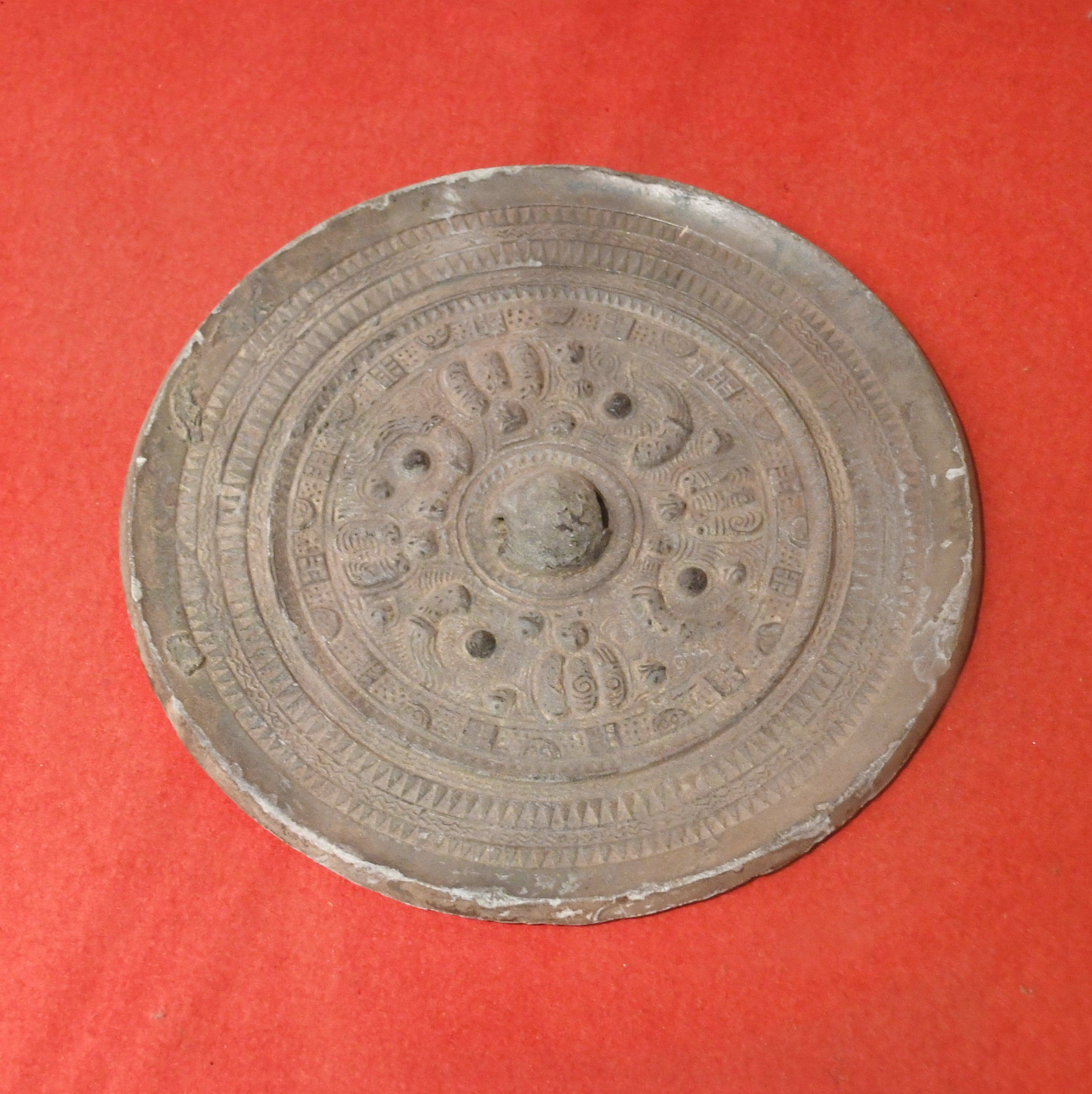
四神四獣鏡 原品は東京国立博物館蔵。茶臼山古墳資料館展示。
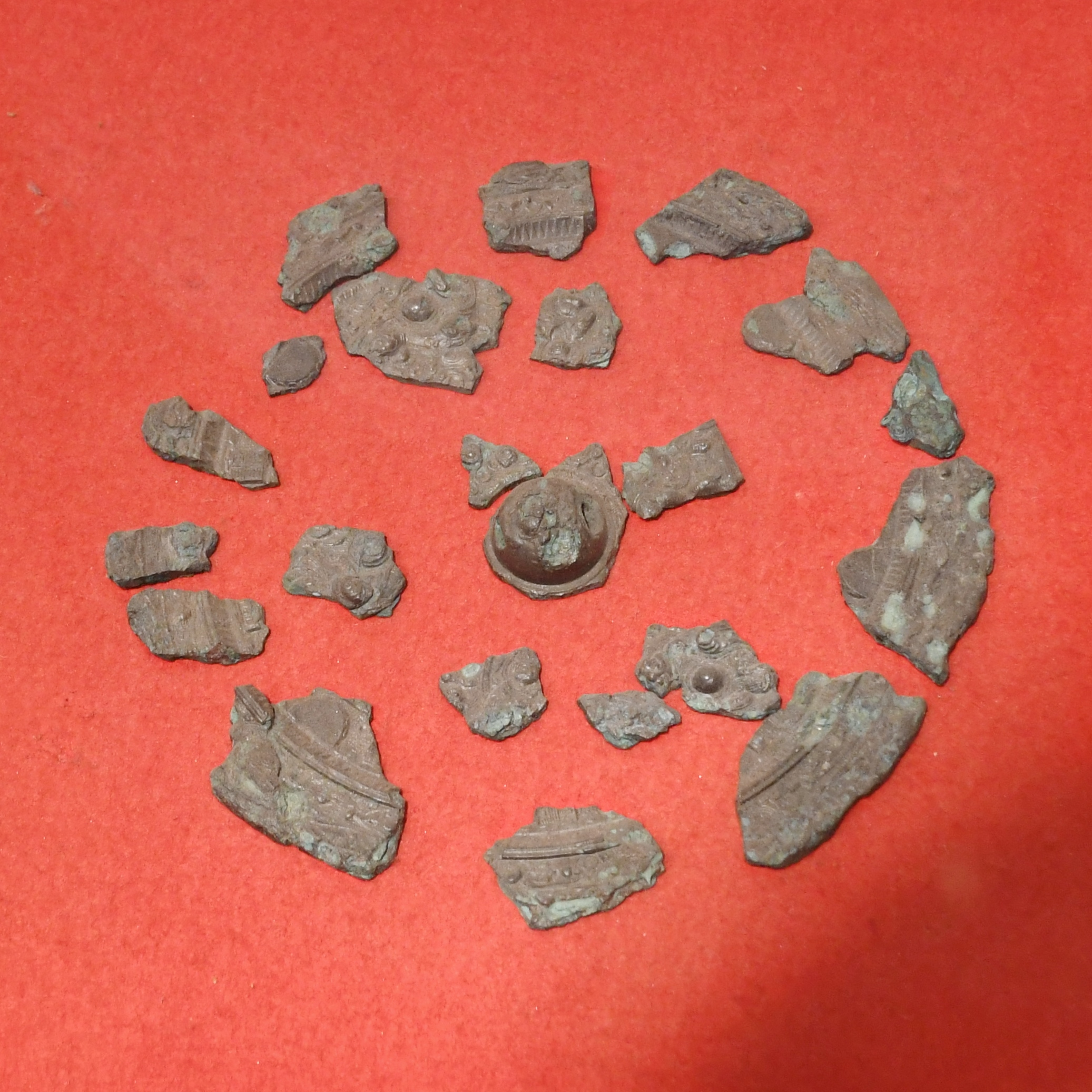
画文帯神獣鏡 原品は山口県立山口博物館蔵。茶臼山古墳資料館展示。
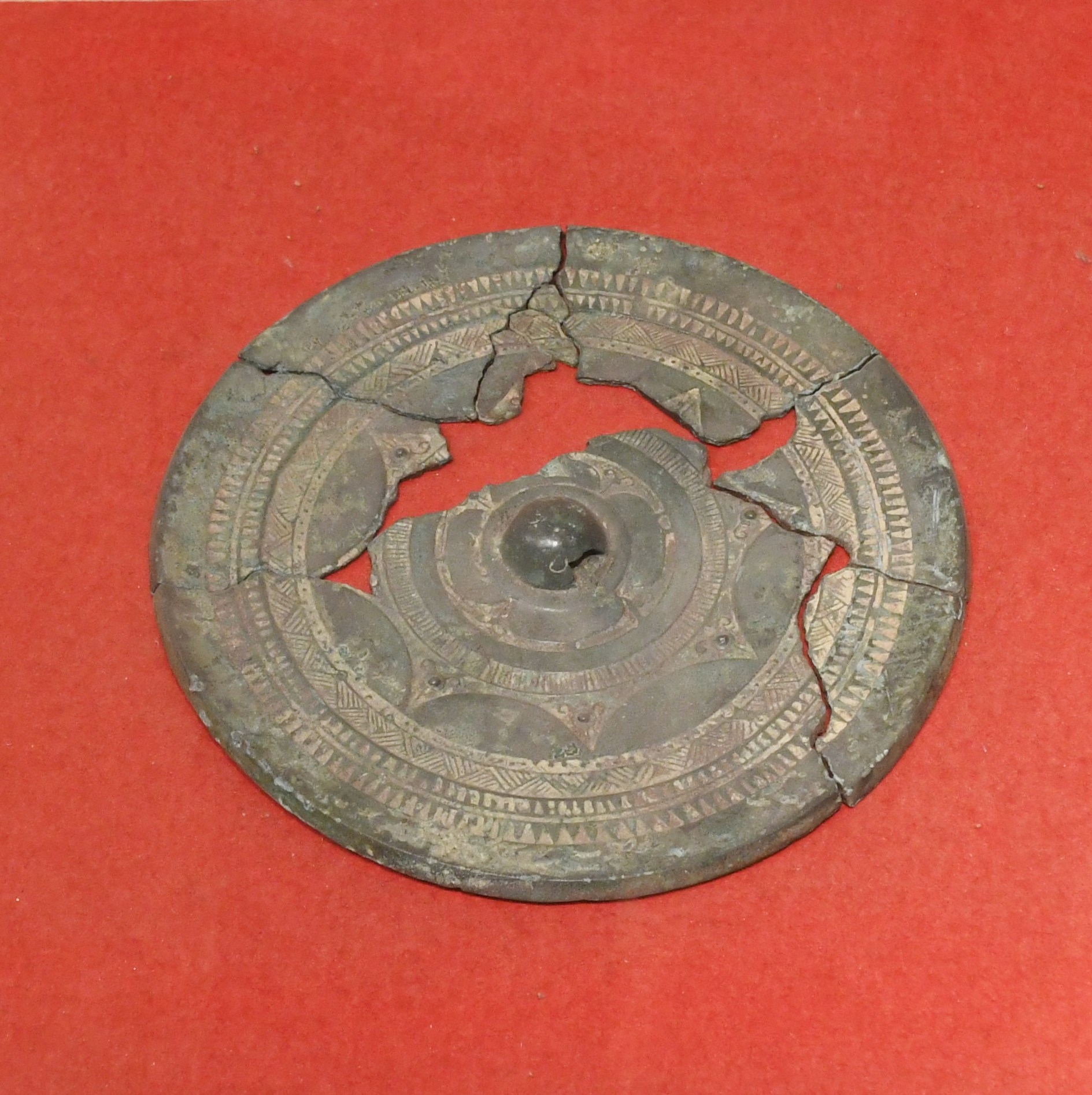
内行花文鏡 原品は茶臼山古墳資料館蔵。茶臼山古墳資料館展示。
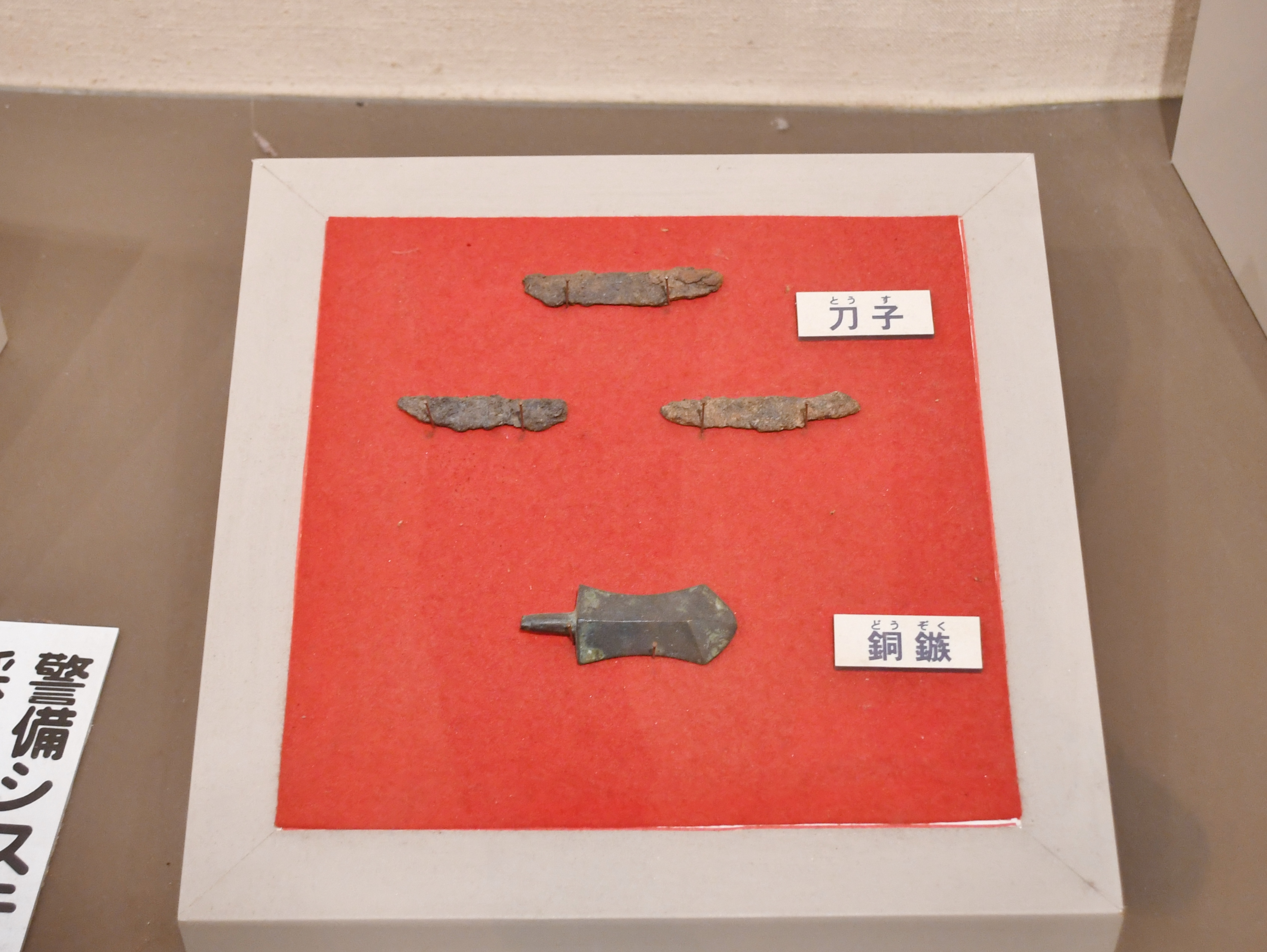
銅鏃・刀子 茶臼山古墳資料館展示。
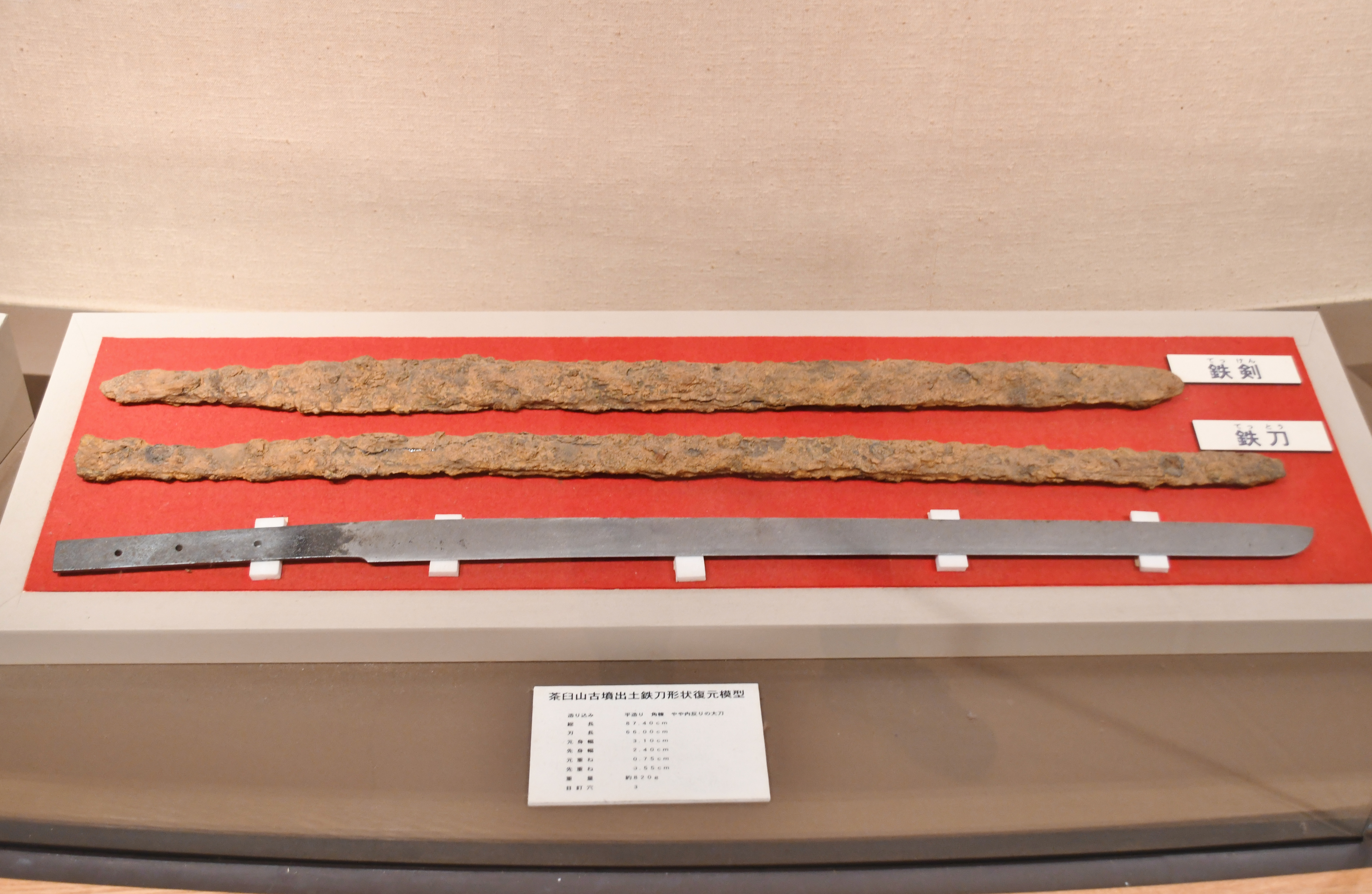
鉄剣・鉄刀 茶臼山古墳資料館展示。
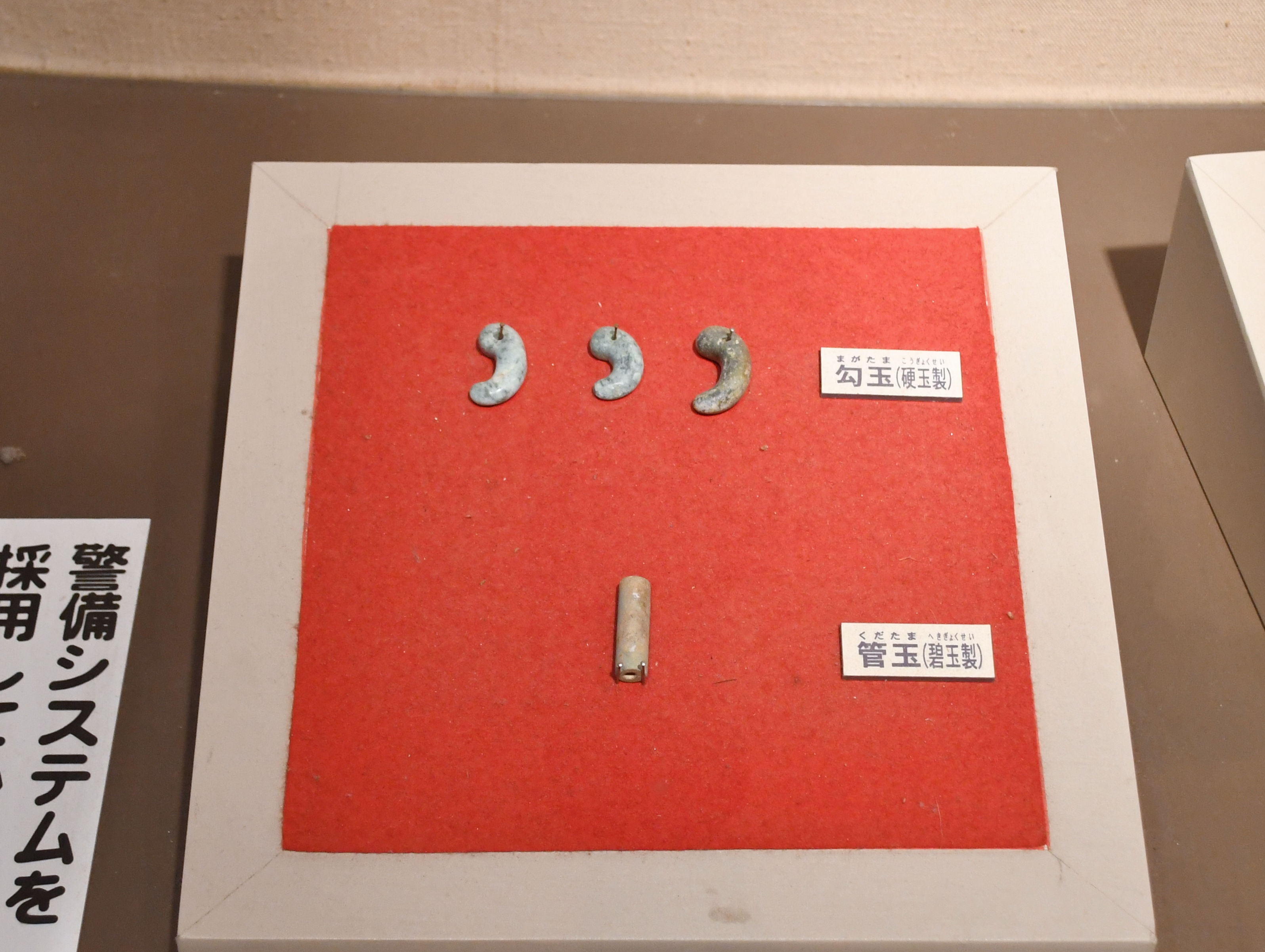
勾玉・管玉 茶臼山古墳資料館展示。
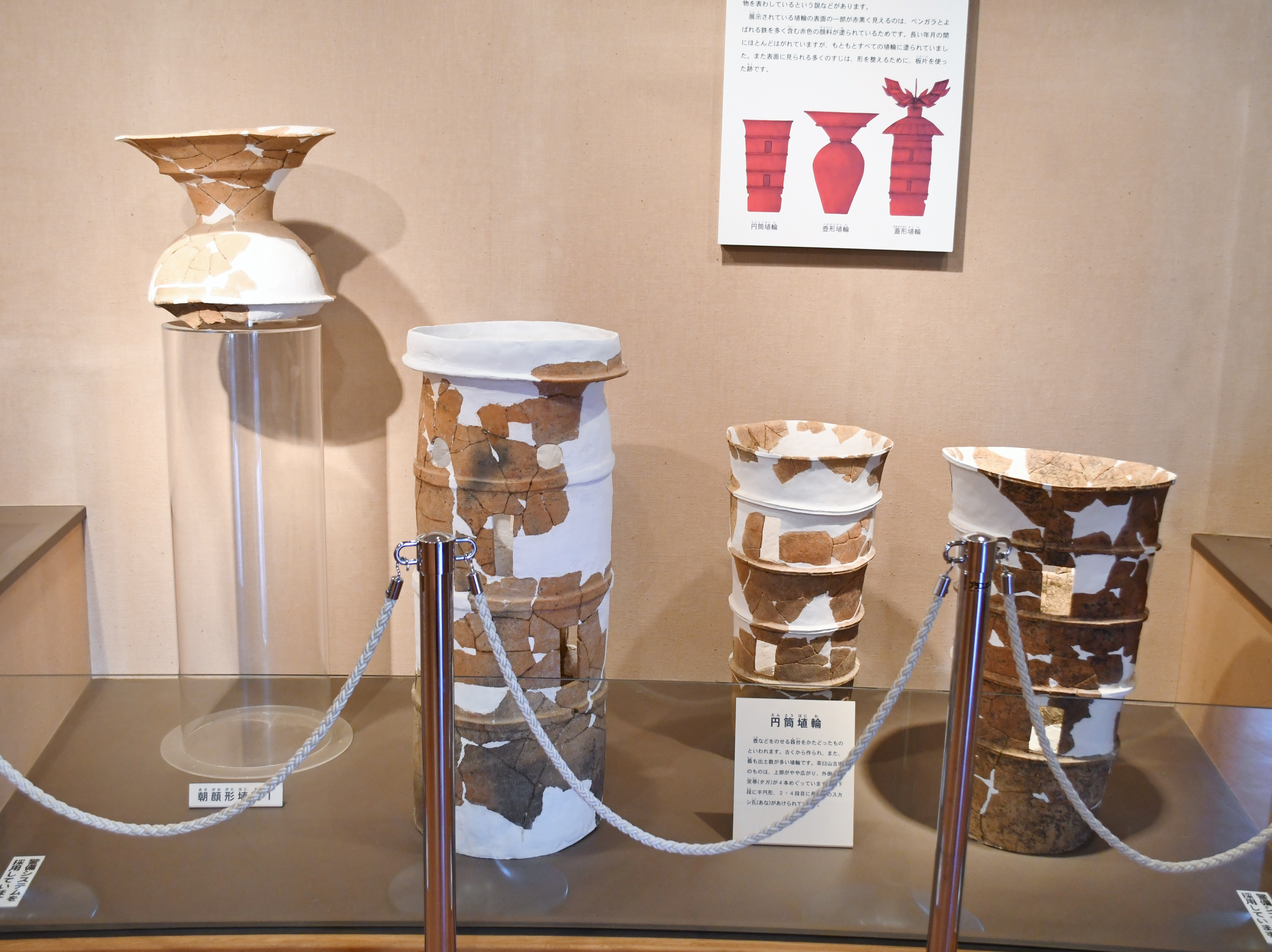
円筒埴輪・朝顔形埴輪 茶臼山古墳資料館展示。
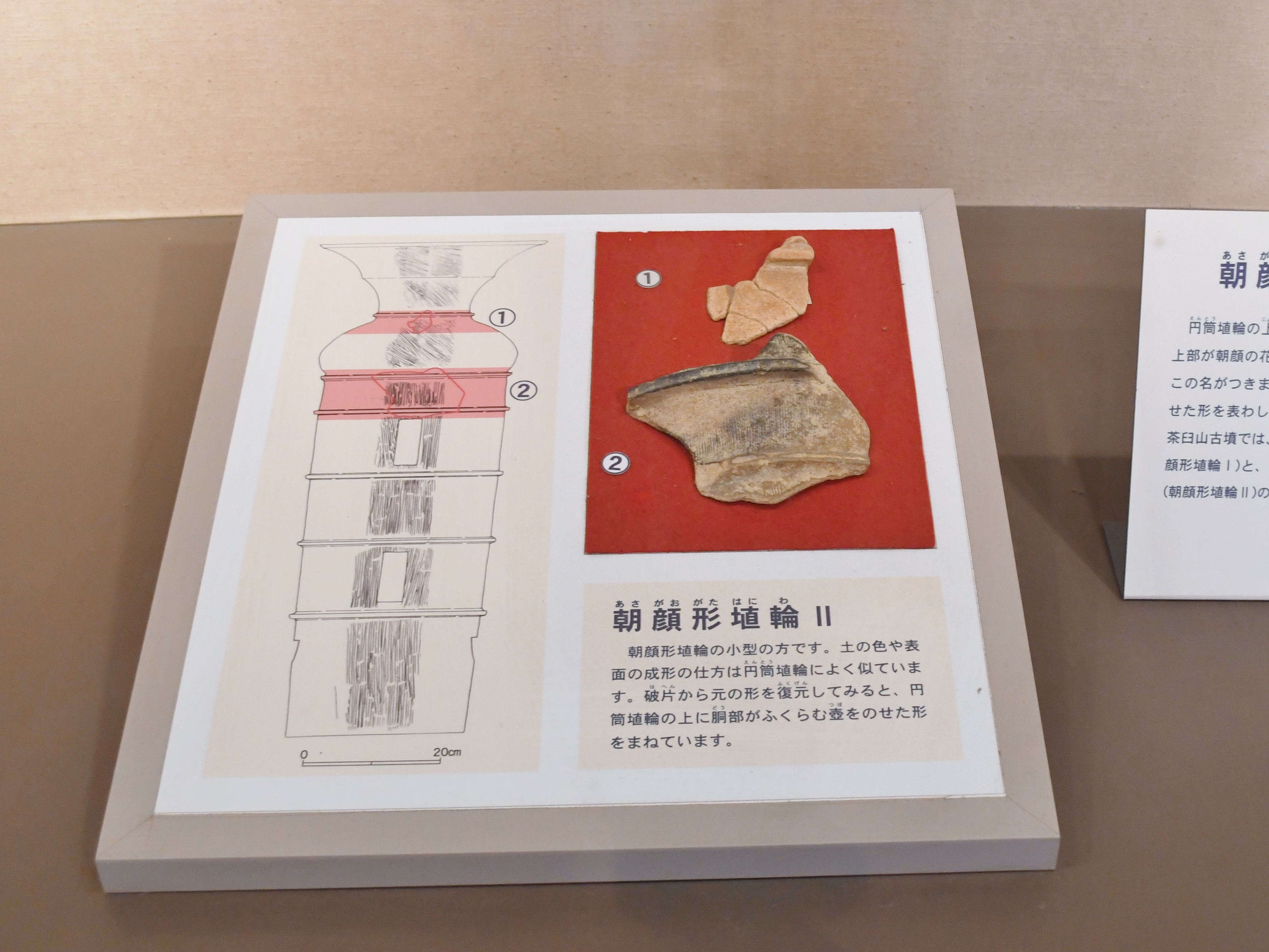
朝顔形埴輪 茶臼山古墳資料館展示。
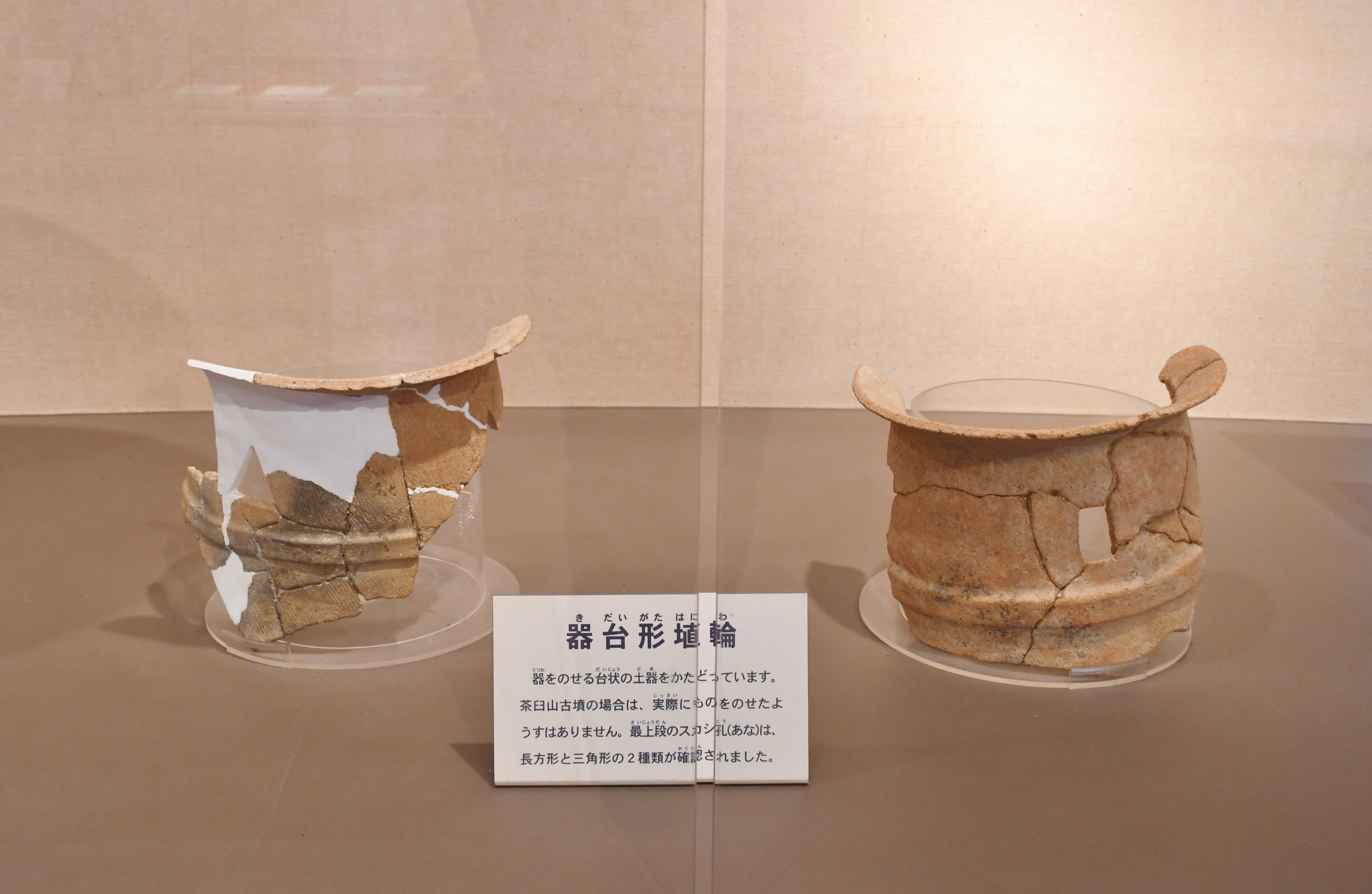
器台形埴輪 茶臼山古墳資料館展示。
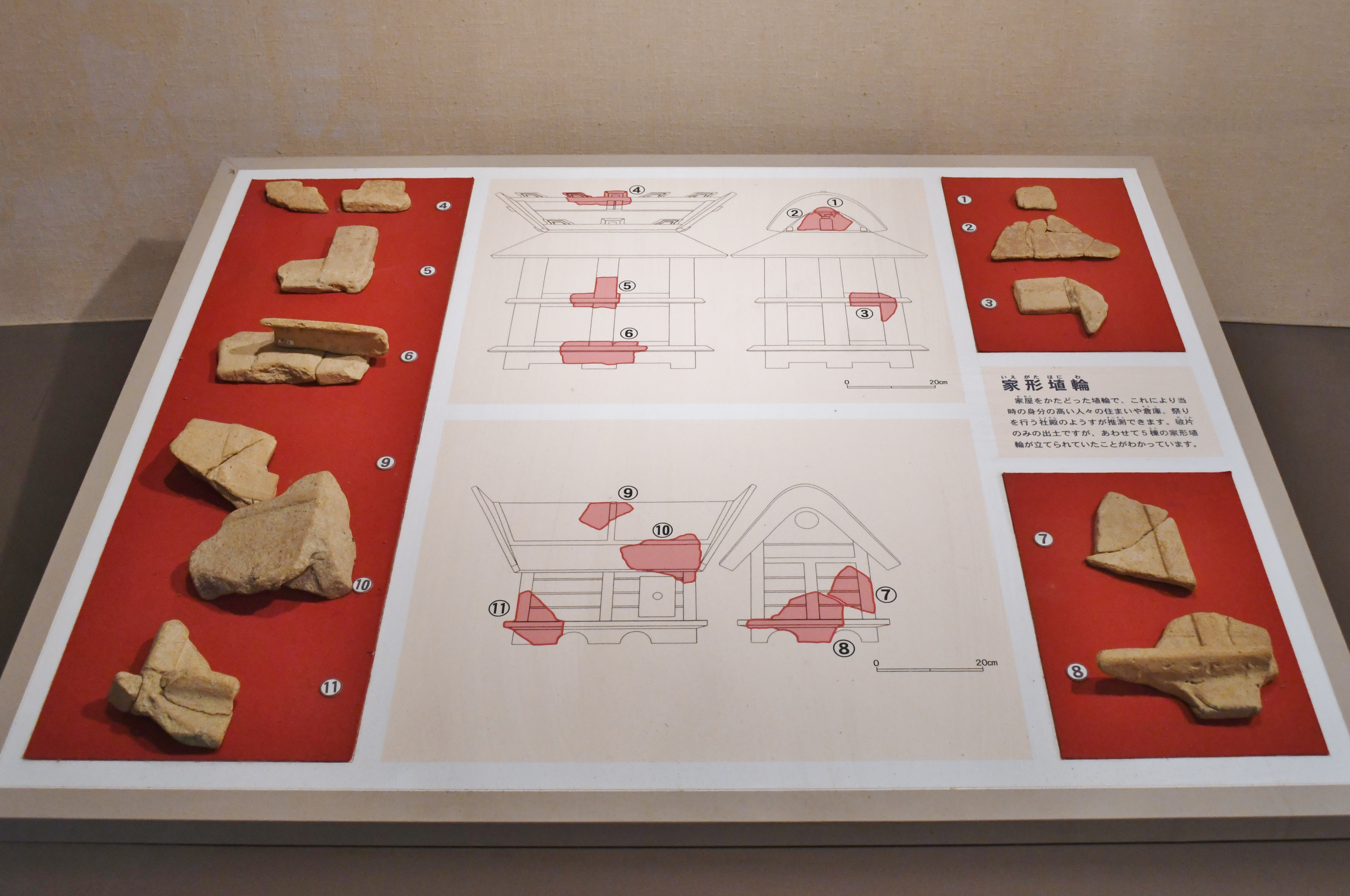
家形埴輪 茶臼山古墳資料館展示。
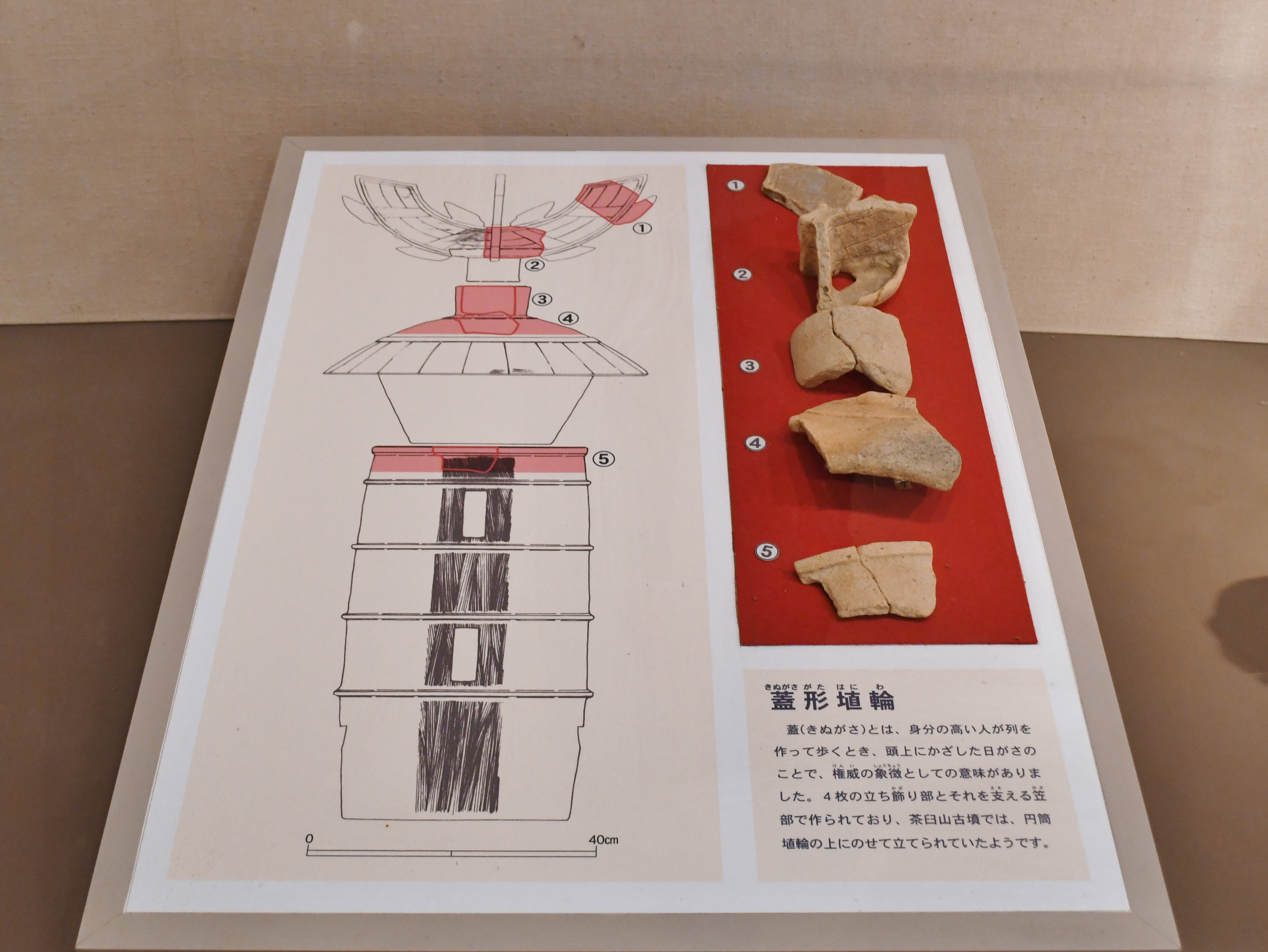
蓋形埴輪 茶臼山古墳資料館展示。
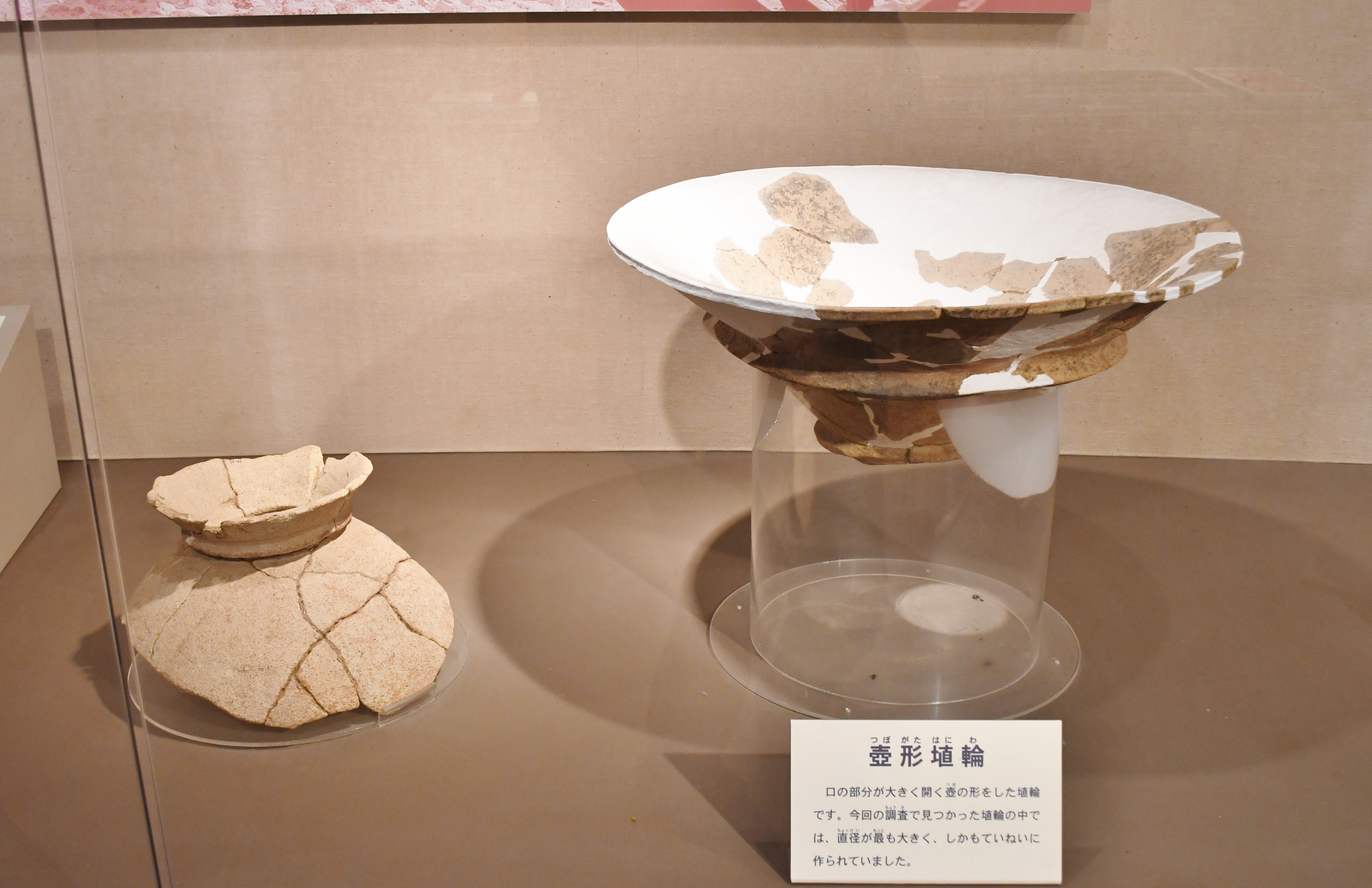
壺形埴輪 茶臼山古墳資料館展示。

## 文化財

### 国の史跡
- 茶臼山古墳 - 1948年（昭和23年）1月14日指定[2]。

### 山口県指定文化財
- 有形文化財
  - 茶臼山古墳出土品（考古資料）
内訳は以下。山口県立山口博物館・茶臼山古墳資料館保管。
1995年（平成7年）1月13日、画文帯神獣鏡・内行八花文鏡の指定。
2007年（平成19年）4月6日、その他遺物の追加指定[3]。
    - 山口県立山口博物館所在
      - 画文帯神獣鏡 1面

    - 柳井市柳井1194-2 茶臼山古墳資料館所在
      - 内行八花文鏡 1面
      - 埴輪片 一括
      - 鉄刀 1口
      - 鉄剣 1口
      - 鉄刀子 3口
      - 硬玉製勾玉 2個
      - 蛇紋岩製勾玉 1個
      - 碧玉製管玉 1個

    - 柳井市柳井1891-1所在
      - 埴輪片 一括
      - 鉄刀破片 一括
      - 鉄剣 1口
      - 鉄剣破片 一括
      - 鉄刀子 7口
      - 鉄刀子破片 一括

## 現地情報
所在地

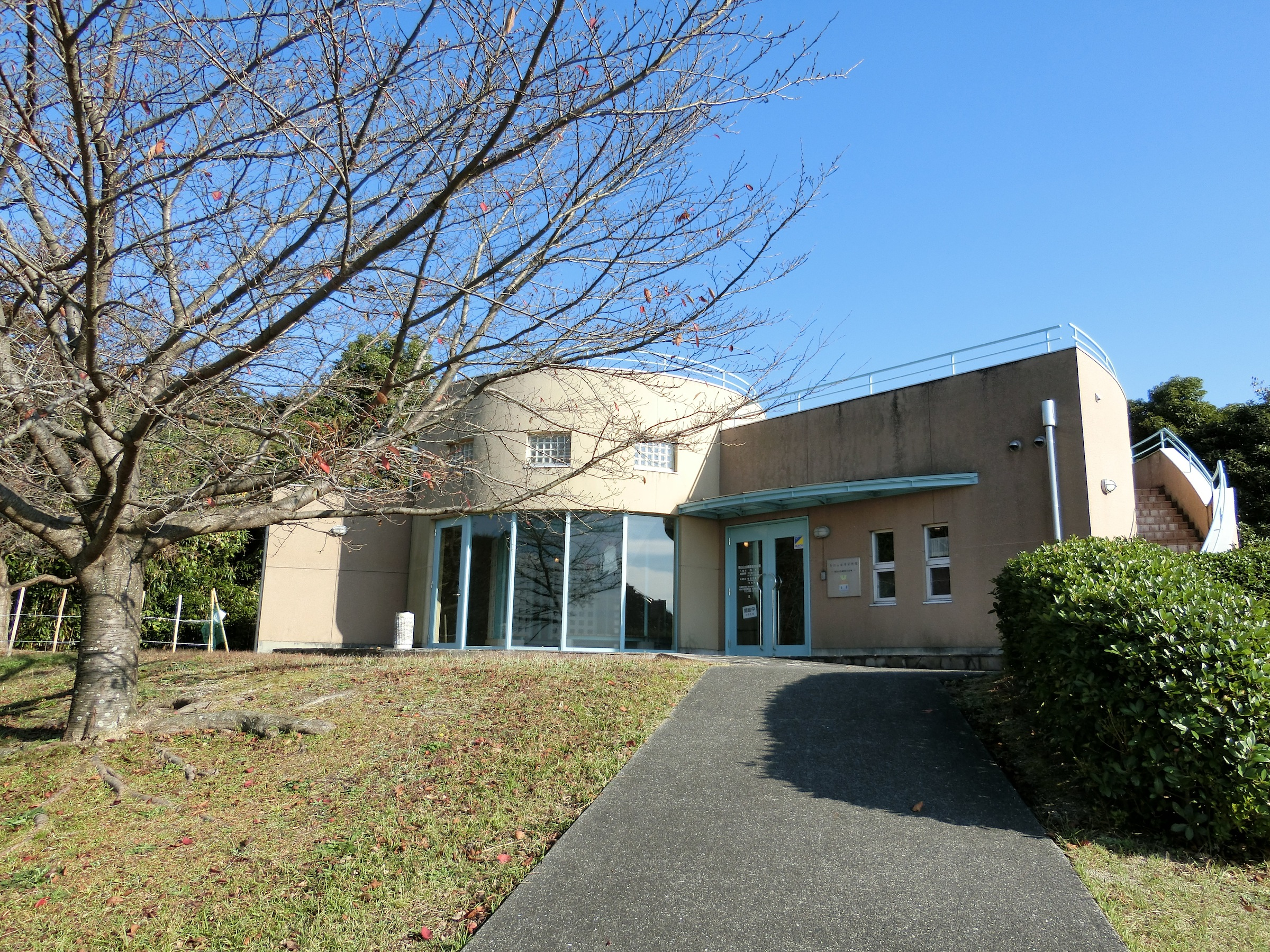
茶臼山古墳資料館

- 山口県柳井市大字柳井字向山（史跡公園「茶臼山古墳 歴史の広場」内）

交通アクセス
- 鉄道：西日本旅客鉄道（JR西日本）山陽本線 柳井港駅（徒歩約15分）[4]
- バス：柳井駅（JR西日本山陽本線）から、防長交通バスで「大屋東」バス停下車（下車後徒歩すぐ）
- 駐車場あり

関連施設
- 茶臼山古墳資料館（柳井市柳井） - 公園内に所在。茶臼山古墳の出土品を展示。
- 東京国立博物館（東京都台東区） - 茶臼山古墳の出土鏡を保管。
- 山口県立山口博物館（山口市春日町） - 茶臼山古墳の出土品を保管。

## 関連文献
（記事執筆に使用していない関連文献）
- 梅原末治「周防國玖珂郡柳井町水口茶臼山古墳調査報告」『考古學雜誌』第11巻第8号、考古學會、1921年4月、466-480頁。
- 梅原末治「周防國玖珂郡柳井町水口茶臼山古墳調査報告（下）」『考古學雜誌』第11巻第9号、考古學會、1921年5月、518-527頁。
- 『史跡柳井茶臼山古墳 -保存整備事業発掘調査報告書-』柳井市教育委員会、1999年。
- 『史跡柳井茶臼山古墳 -保存整備事業保存整備報告書-』柳井市教育委員会、1999年。
- 三辻利一・ 尾崎雅一・永野牧子「統計学の手法による古代、中世土器の産地問題に関する研究（第11報） 柳井茶臼山古墳出土埴輪の蛍光X線分析 (PDF)」『考古学と自然科学 : 日本文化財科学会誌』第39号、日本文化財科学会、2000年、33-53頁。
- 廣瀬覚「柳井茶臼山古墳の埴輪とその生産組織」『立命館大学考古学論集 3-2』立命館大学考古学論集刊行会、2003年。